# 犬山の遠吠え!やってまーす
『犬山の遠吠え!やってまーす』（いぬやまのとおぼえ やってまーす）は、MBSラジオで放送されている犬山紙子のラジオコラム・モノローグ番組である。2022年4月22日（21日深夜）放送分からは、≠MEの谷崎早耶がパーソナリティーに加わり、タイトルも『犬さやの遠吠えやってまーす!』に変更となっている。

## 放送内容
この番組では、エッセイスト、コラムニストとして社会の様々な問題に鋭いメスを入れている、大阪府出身の犬山が、最近のニュースなどについて、リスナーから寄せられたメールも交えつつ、「忖度なし」で本音で語りあうというものである。なお、新聞の番組表では正式な題名ではなく「夫婦や育児での悩み」などサブタイトルで記載されている。谷崎が加入してからは2人によるフリートークや知育菓子を作るコーナーなども展開している。
2020年の番組開始当初から、「新型コロナウィルス感染拡大防止のためスタジオの窓を開けて生放送or収録しております」と述べている。
2021年度は月1回程度（7月以後の概ね第1週か第2週　10月以後は第4週）、2022年4月以後は月2回程度（原則第2・4週）、「地域創生計画やってまーす」→「ニッポン元気にしていきまーす」（2022年4月改題）（ジパング協賛=MBSグループ企業）と題し、MBSラジオのサービスエリアである近畿地方と徳島県を中心として（まれにサービスエリア外の関東などの事例も紹介されたこともある）、地元の中小企業が地域密着（コミュニティ・ビジネス）で創生していくための取り組みについて紹介するコーナーが放送されている。
また、2021年4月から7月の月末の週を中心に「よしもと住みます芸人」の2021年度メンバーを対象として、Radiotalkでのご当地自慢プレゼンテーション企画「ご当地自慢トーク」のベストご当地トーク（最優秀芸人）を対象としたプレゼントークも行われていた。

## 放送日時
MBSベースボールパーク放送時（原則3 - 10月の日本選手権シリーズ終了時まで）は、試合が延長した場合はその分放送時間が繰り下がることがある。
2022年10月より隔週月曜18時ごろに収録の模様がRadiotalk（インターネットラジオのアプリケーションソフト）にて生配信されている。また、放送された内容についてはすべての回がRadiotalkにもアップロードされており、最新回も放送後に更新されている。

### 現在の放送時間
- 金曜（木曜深夜） 1:30 - 2:00（2023年2月10日（2月9日深夜） -  暫定的に3月いっぱいまで）

『コウテイの銀蛾・流電音』が、コウテイの解散に伴い打ち切りになったことに伴う繰り上げ

### 過去の放送時間
- 金曜（木曜深夜） 0:30 - 1:00（2020年4月 - 2021年9月）
- 金曜（木曜深夜） 2:00 - 2:30（2021年10月 - 2023年2月3日=2月2日深夜）

## 関連番組
- アッパレやってまーす!
- ニュースなラヂオ（原則毎月第1月曜20時 - 21時生放送）